# Paco Tous
Francisco Martínez "Paco" Tous (Sevilla, 1 de mayo de 1964) es un actor español criado hasta su juventud en El Puerto de Santa María y posteriormente desarrollando su educación y primeros trabajos artísticos en Sevilla, donde reside.

## Biografía
Paco cuenta que no tuvo referentes y, deseaba ser veterinario, aunque se enamoró de una bailarina y se matriculó en el conservatorio.
Ligado desde sus inicios al teatro (inicialmente a través del Instituto del Teatro de Sevilla), es miembro fundador de la compañía Los Ulen, surgida a finales de los años 1980. Ha sido una de las compañías andaluzas de mayor prestigio. También estuvo trabajando varios años como actor de animación en vivo en el parque temático Isla Mágica de Sevilla.
Es una figura popular de la televisión en España por su papel de Paco Miranda en la serie Los hombres de Paco (2005-2010; 2021), emitida en Antena 3.
En 2011 realiza su primer papel protagonista en cine (anteriormente había realizado varios papeles menores), interpretando al golpista Antonio Tejero en la película del 23-F: la película.
Desde 2010 hasta 2014 protagonizó la serie Con el culo al aire de Antena 3 donde daba vida a Tino Colmenarejo.
El sevillano es un actor comprometido con las causas sociales. Se le ha podido ver en diferentes manifestaciones entre ellas la organizada en Madrid de 2009 contra los ataques de Israel, junto con las actrices Pilar Bardem, Verónica Forqué o Aitana Sánchez Gijón. También en 2012 participó en la huelga general del 14N con numerosas caras conocidas del panorama español como Maribel Verdú o Antonio Molero.
El actor también ha participado en diversas campañas de sensibilización y recaudación de fondos. En 2012 participó en la campaña de Facua, donde también participaron más de 100 artistas y periodistas de España. En 2013 participó en la campaña '¿Y tú de quién eres? de la Fundación Sevilla Acoge para denunciar el aumento de la población en riesgo social en la comunidad andaluza.
El 20 de junio de 2016, Paco Tous comenzará el rodaje de su nueva película El intercambio, en la que interpreta al portero. Compartirá escenas con otros actores como Hugo Silva, Pepón Nieto, Natalia Roig, Salva Reina o Rossy de Palma. La película está dirigida por el malagueño Ignacio Nacho y producida por Marila Films. Su fecha de estreno será el 1 de junio de 2018.
Actualmente está trabajando en una serie que se llama El hombre de tu vida y que se emite en RTVE, donde interpreta al padre Francisco.
En el verano de 2016 se encuentra en el rodaje de la segunda temporada de la serie Víctor Ros, en la que interpreta el papel del sargento Giralda, que se estrena en el otoño de 2016 en TVE.
A lo largo de 2016 rodó series como Perdóname, Señor, Víctor Ros y Olmos y Robles. También rodó películas como El intercambio o Señor, dame paciencia. Tiene pendiente de estreno además de estas series y películas, Apaches la serie de Antena 3.
En 2018, se encuentra en el reparto de la serie La peste, producida por Movistar + y dirigida por Alberto Rodríguez. Y también en la serie de Antena 3, La casa de papel actualmente en emisión en Netflix, interpretando a Agustín Ramos, alias «Moscú». La serie es un éxito en México, Estados Unidos, Francia, etc, y se ha anunciado una nueva temporada. 
En febrero de 2018 se le otorgó la Medalla de Andalucía.

## Filmografía
Largometrajes
| Año  | Título                        | Personaje           | Dirección                |
| ---- | ----------------------------- | ------------------- | ------------------------ |
| 2024 | Pared con pared               | Seba                | Patricia Font            |
| 2022 | Esperando a Dalí              | Teniente Garrido    | David Pujol              |
| 2022 | Con los años que me quedan    | Paco                | Frank Ariza              |
| 2021 | Operación Camarón             | Jaime               | Carlos Therón            |
| 2021 | Hombre muerto no sabe vivir:' | Eduardo             | Ezekiel Montes           |
| 2020 | La lista de los deseos        | Ignacio             | Álvaro Díaz Lorenzo      |
| 2020 | Ofrenda a la tormenta         | Dr. Sam Martín      | Fernando González Molina |
| 2019 | Legado en los huesos          | Dr. Sam Martín      | Fernando González Molina |
| 2019 | Lo nunca visto                | Vicente Campello    | Marina Seresesky         |
| 2018 | La sombra de la ley           | Salvador Ortiz      | Dani de la Torre         |
| 2017 | El guardián invisible         | Dr. Sam Martín      | Fernando González Molina |
| 2017 | Contratiempo                  | Conductor           | Oriol Paulo              |
| 2017 | Señor, dame paciencia         | Padre Salcedo       | Álvaro Díaz Lorenzo      |
| 2017 | El intercambio                | Portero             | Ignacio Nacho            |
| 2016 | La puerta abierta             | Paco                | Marina Seresesky         |
| 2016 | Cuerpo de élite               | Inspector           | Joaquín Mazón            |
| 2013 | Somos gente honrada           | Suso                | Alejandro Marzoa         |
| 2011 | Fuga de cerebros 2            | Adrián              | Carlos Therón            |
| 2011 | 23-F: la película             | Antonio Tejero      | Chema de la Peña         |
| 2008 | Esperpentos                   | Guardia tuerto      | José Luis García Sánchez |
| 2006 | Alatriste                     | Maestre Fontaine    | Agustín Díaz Yanes       |
| 2005 | 15 días contigo               | Funcionario         | Jesús Ponce              |
| 1999 | Solas                         | Socio de Juan       | Benito Zambrano          |
| 1987 | Los invitados                 | Camarero de piscina | Víctor Barrera           |
| 1987 | Las dos orillas               | Hombre en discusión | Juan Sebastián Bollaín   |

Cortometrajes

| Año  | Título             | Personaje | Dirección           |
| ---- | ------------------ | --------- | ------------------- |
| 2020 | Palmera seca       | Chino     | Jesús Ponce         |
| 2015 | Todo lo que callas | David     | Ana Ferrón          |
| 2013 | Amateur            | Policía   | David Salvochea     |
| 2008 | En la otra camilla | Médico    | Luis Melgar         |
| 2007 | Paseo              | Luciano   | Arturo Ruiz Serrano |
| 2005 | Hombres de paja    | Ataúlfo   | Joaquín Asencio     |
| 2004 | Alacranes          | Juan      | Pierre Tatarka      |

## Televisión

### Series
| Año               | Serie                | Personaje                      |
| ----------------- | -------------------- | ------------------------------ |
| 1999              | Castillos en el aire | Lucas                          |
| 2005 - 2010; 2021 | Los hombres de Paco  | Francisco "Paco" Miranda Ramos |
| 2006              | El comisario         | Méndez                         |
| 2008              | Año 400              | Tito                           |
| 2008              | Martes de Carnaval   | Teniente Rovirosa              |
| 2008              | La familia Mata      | Ángel de la guarda de Arturo   |
| 2012 - 2014       | Con el culo al aire  | Faustino "Tino" Colmenarejo    |
| 2015              | Rabia                | Mario Montero Alonso           |
| 2016              | El hombre de tu vida | Padre Francisco                |
| 2016              | Víctor Ros           | Marcos Giralda                 |
| 2017              | Perdóname, Señor     | Miguel Medina Varo             |
| 2017 - 2021       | La casa de papel     | Agustín Ramos "Moscú"          |
| 2018              | La peste             | El mensajero                   |
| 2018              | Apaches              | Alfredo Medina "El Chatarrero" |
| 2019              | Allí abajo           | Epifanio Mata "Epi"            |
| 2020              | Mentiras             | Víctor Silva                   |
| 2020              | Madres. Amor y vida  | Gonzalo Carrasco               |
| 2020 - 2021       | 30 Monedas           | Jesús                          |
| 2023              | Tú también lo harías | Manuel Navas                   |
| 2024              | Zorro                | Mudo                           |

### Programas
| Año  | Serie                        |
| ---- | ---------------------------- |
| 2007 | El intermedio                |
| 2009 | Saturday Night Live (España) |
| 2017 | Viva la vida                 |
| 2020 | El juego de los anillos      |
| 2021 | La noche D                   |

##### Como concursante
| Año  | Serie                                                     |
| ---- | --------------------------------------------------------- |
| 2023 | Mask Singer España- Concursante - 4.º clasificado (Gallo) |

## Premios
[cita requerida]
Unión de Actores
| Año  | Categoría                              | Serie de TV         | Resultado |
| ---- | -------------------------------------- | ------------------- | --------- |
| 2006 | Mejor actor protagonista de televisión | Los hombres de Paco | Nominado  |

Premios Feroz
| Año  | Categoría                           | Película         | Resultado |
| ---- | ----------------------------------- | ---------------- | --------- |
| 2017 | Mejor actor de reparto de una serie | La casa de papel | Nominado  |